# بهروز بیرشک
بهروز بیرشک (متولد ۱۳۲۷-تهران) روان‌شناس و مشاور ایرانی و استاد بازنشستهٔ دانشگاه علوم پزشکی ایران است. او از پیشگامان روان‌درمانی در ایران و از پایه‌گذاران سازمان نظام روان‌شناسی ایران، انجمن مشاوره ایران و انجمن روان‌شناسی ایران است. پس از پایان دوره تحصیلات دبیرستانی در دانشگاه ملی به تحصیل پرداخت. در سال 1354 برای ادامه تحصیل در رشته روانشناسی مشاوره در دانشگاه ایلینوی به آمریکا رفت. پس از اخذ مدرک فوق‌لیسانس و دکتری در سال 1359 به ایران بازگشت. در بدو ورود به استخدام وزارت بهداری و بیمارستان روانی رازی در آمد و برای راه‌اندازی دو بیمارستان روانی وابسته به مرکز روانپزشکی رازی از طرف بیمارستان به فعالیت پرداخت. پس از جایگزینی وزارت بهداشت درمان و آموزش پزشکی به جای وزارت بهداری در زمره نخستین افرادی بود که به عزیمت هیات علمی دانشگاه علوم پزشکی ایران در آمد. با آغاز دوره تحصیلات کارشناسی ارشد روانشناسی بالینی و انیستیتو روانپزشکی وی همکاری در این دوره را آغاز نمود و مسوولیت آموزشی انیستیتو به وی محول گردید. سپس عنوان معاونت آموزشی انیستیتو و مدیریت گروه روانشناسی بالینی به وی داده شد. او همچنین عضو وابستهٔ فرهنگستان علوم پزشکی است.
او فرزند احمد بیرشک است.

## کتابشناسی
- کتاب ««رویکردهای افسردگی: جلد ۱»؛  جیمز سی. کوین،  بهروز بیرشک،  حمیده جهانگیری؛(2020).[۵]
- کتاب ««رویکردهای افسردگی: جلد ۲»؛  جیمز سی. کوین،  بهروز بیرشک،  حمیده جهانگیری؛(2020).[۶]
- کتاب ««افسردگی: جلد ۱»؛  دونالد آر. پترسون،  بهروز بیرشک،  حمیده جهانگیری؛(2020).[۷]
- کتاب ««افسردگی: جلد ۲»؛  دونالد آر. پترسون،  بهروز بیرشک،  حمیده جهانگیری؛(2020).[۸]
- کتاب ««افسردگی: جلد ۳»؛  دونالد آر. پترسون،  بهروز بیرشک،  حمیده جهانگیری؛(2020).[۹]
- کتاب ««افسردگی: جلد ۴»؛  دونالد آر. پترسون،  بهروز بیرشک،  حمیده جهانگیری؛(2020).[۱۰]

کتاب های انگلیسی:
- Approaches To Depression: Volume 1. Coyne, James C.; Birashk, Behrooz; Jahangiri, Hamideh (2020). Scholars’ Press. ISBN 978-613-8-94152-1.
- Approaches To Depression: Volume 2. Coyne, James C.; Birashk, Behrooz; Jahangiri, Hamideh (2020). Scholars’ Press. ISBN 978-613-8-94158-3.
- Depression: Volume 1. Peterson, Donald R.; Birashk, Behrooz; Jahangiri, Hamideh (2020). Scholars’ Press. ISBN 978-613-8-94364-8.
- Depression: Volume 2. Peterson, Donald R.; Birashk, Behrooz; Jahangiri, Hamideh (2020). Scholars’ Press. ISBN 978-613-8-94366-2.
- Depression: Volume 3. Peterson, Donald R.; Birashk, Behrooz; Jahangiri, Hamideh (2020). Scholars’ Press. ISBN 978-613-8-94372-3.
- Depression: Volume 4. Peterson, Donald R.; Birashk, Behrooz; Jahangiri, Hamideh (2020). Scholars’ Press. ISBN 978-613-8-94376-1.